# Elasticsearch

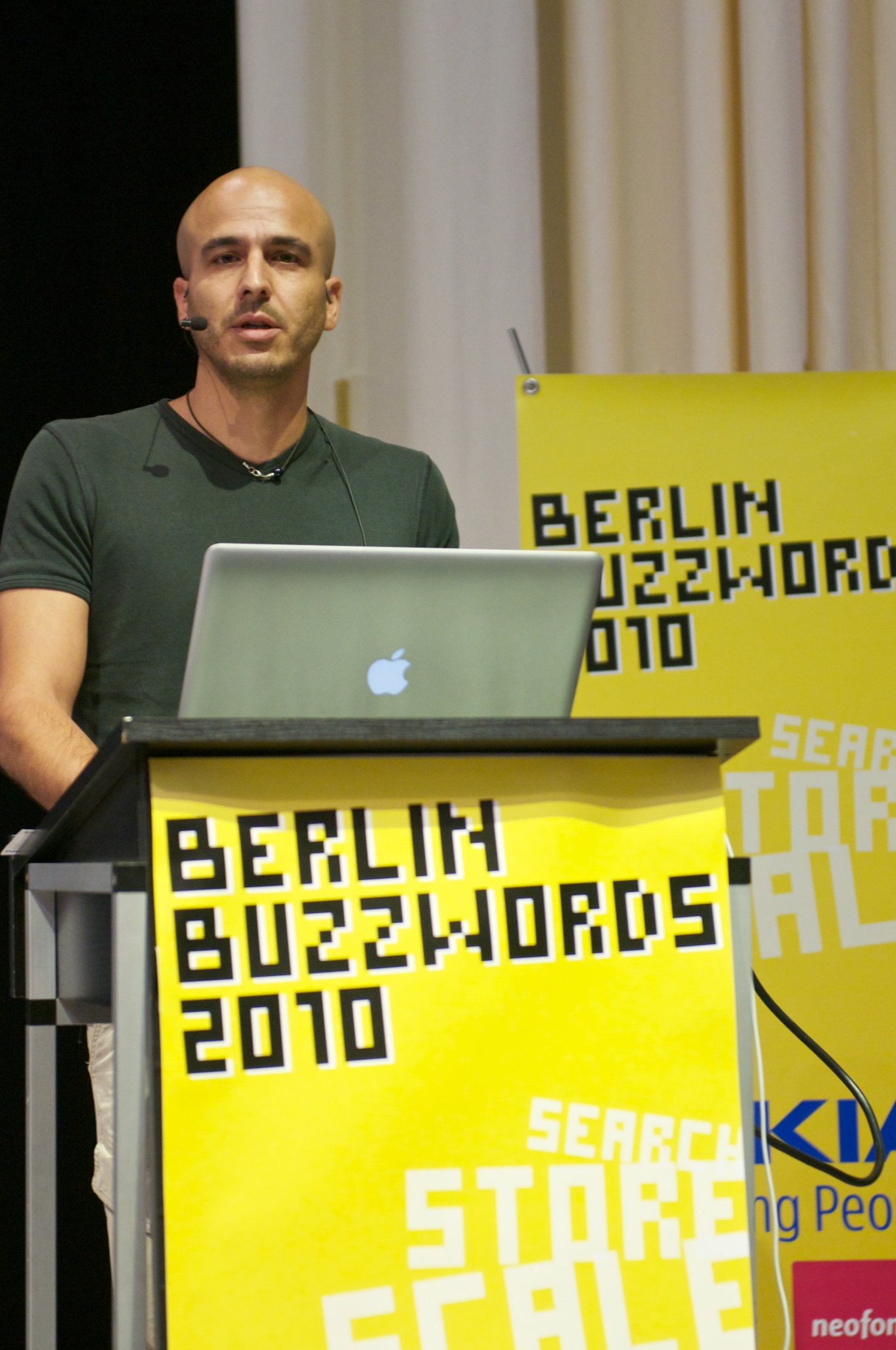
Шай Бейнон в Берлине на Buzzwords 2010

Elasticsearch — тиражируемая программная поисковая система, по состоянию на середину 2010-х годов — самая популярная в своей категории. Написана на Java, распространяется по лицензии SSPL (англ. Server Side Public License; обеспечивающей открытость, но не считающейся свободной), в основе использует библиотеку Lucene (так же как и вторая по популярности поисковая система — Solr), официальные клиенты доступны на PHP, Java, .NET (C#), Python, Groovy и ряде других языков.
Разрабатывается компанией Elastic вместе со связанными проектами — механизмом сбора данных и анализа журналов Logstash и платформой аналитики и визуализации Kibana; эти три продукта предназначены для использования в качестве интегрированного решения, называемого «Elastic Stack» (ELK).
Среди крупных сайтов, использующих Elasticsearch, отмечаются Викимедиа, StumbleUpon, Quora, Foursquare, SoundCloud, GitHub и Netflix. Amazon, IBM, Qbox и компания Elastic предлагают подписчикам Elasticsearch в качестве управляемого сервиса, большинство таких публично-облачных управляемых услуг также включают поддержку Kibana.

## История
В 2004 году Шай Бейнон (Shay Banon) создал предшественника Elasticsearch — систему Compass. Разрабатывая третью версию Compass, Бейнон пришёл к выводу, что для создания масштабируемой версии системы, необходимо создавать программу «с нуля», в результате в феврале 2010 года была выпущена первая версия Elasticsearch.
Для коммерциализации проекта Бейнон в 2012 году основал нидерландскую компанию Elasticsearch BV. В июне 2014 года компания объявила о привлечении $70 млн в рамках цикла финансирования серии C, отбор проходил под руководством New Enterprise Associates (NEA), дополнительными спонсорами стали Benchmark Capital и Index Ventures, в результате раунд принёс фирме общее финансирование $104 млн.
В марте 2015 года компания Elasticsearch изменила свое название на Elastic.

## Возможности
Обеспечивает горизонтально масштабируемый поиск, поддерживает многопоточность. Поисковые индексы можно разделить на сегменты, каждый сегмент может иметь несколько реплик, на каждом узле может быть размещено несколько сегментов, при том каждый узел действует как координатор для делегирования операций правильному сегменту, перебалансировка и маршрутизация выполняются автоматически. Связанные данные часто хранятся в одном и том же индексе, который состоит из одного или нескольких первичных сегментов и, возможно, нескольких реплик. После создания индекса количество первичных сегментов нельзя изменить.
Все функции Lucene системы доступны через прикладные интерфейсы на JSON и Java.
Другая особенность — так называемый «шлюз», обеспечивающий долгосрочное сохранение индекса; например, индекс может быть восстановлен из шлюза в случае сбоя сервера. Система поддерживает запросы GET в реальном времени. Система не поддерживает распределённые транзакции.

## Коммерческая часть
В коммерческой версии поисковой системы реализован ряд функций, не включённых в свободный вариант программы, в том числе, ролевая модель для пользователей, механизм уведомлений пользователей о событиях в системе, движки машинного обучения и графового анализа. Платная часть поставляется в форме годовой подписки.